# Nakharar
Nakharar, en plural nakharark (armeni: նախարար, naxarar) era un títol nobiliari de la gran noblesa d'Armènia, de caràcter hereditari. Al segle iv hi havia unes 170 famílies de nakharark. El seu significat és 'aquell que té la família' però l'origen podria derivar del persa nafa (nació) o nakh (inici o origen). Al cap de la família, se l'anomena nakharar, nahapet o tanuter. Els altres membres de cada família o casa governaven porcions del domini familiar.
Els nakharark tenien una gran autoritat i se'ls anomenava també ishkhans o prínceps. El sistema s'ha anomenat feudal, però hi ha grans diferències. Una sola persona governa de fet tot el patrimoni, però se'l considera propietat de tota la família extensa. Si un dirigent mor sense deixar hereu, una altra branca de la mateixa família es fa càrrec de les possessions. Només es podien vendre les propietats a un membre de la família o amb el permís de la família, i això podria explicar perquè les famílies de la noblesa armènia eren endogàmiques, per evitar la dispersió del patrimoni.
Els nakharark tenia el comandament sobre els nobles dels seus dominis, als que podien cridar a la guerra; si arribava el cas també podia formar una milícia amb els habitants dels seus territoris. Un nakharar era el jutge suprem i cap de l'administració, i recaptava els impostos. Fins i tot els bisbes i clergue els obeïen dins dels seus dominis.
Les principals famílers de nakharark eren:
- Camsaracans (governaven Arxarunik i Shirak) amb seu a Ervandashat. Tenien el títol militar hereditari de sparapet o comandant suprem de l'exèrcit.
- Mamiconis (governaven Taron, Bagrevand i Aragadzotn) amb seu principal a Vagharxapat però amb seus secundàries a Muix i Oixakan. Dvin estava als seus dominis. Els Mamiconis eren també sparapets hereditaris però d'infanteria.
- Siuni (governaven Siunia) amb seu a Dzlouk al districte de Phaitakaran
- Bagràtides (governaven Ingilena, la vall de Tshorokh al Taik, el país de Sper o Ispir i Baibert, el Kogovit, el Timoriq i Coltene) amb seus a Ankl, Sembatavan, Sper, Bagaran i Dariunq (aquesta darrera al Kogovit). Tenien el títol hereditari de Tagadir (posa-corones, amb el dret de coronar els reis) i d'aspet (cap de la cavalleria).
- Reixtuní (governaven la regió del llac Van, regió anomenada Reixtunik al sud del llac, la província de Mokq, i el Beznunik al nord del llac) amb seu a Khelat.
- Arzerunis (governaven el Petit Albag i Kordjaiq o Corduena) amb seu a Hadamakert. Tenien el títol hereditari d'Artsuvuní (porta àligues).
- Amatuní (governaven l'Airarat o Aragodzotn) amb seu a Oixakan.
- Apahuní (governaven l'Apahunik al Turuberan)
- Vahevuní (governaven part del Turuberan) amb seu a Mardali.
- Gnuní (governaven l'Akhiovit al Turuberan) amb seu a Malazgird.
- Karbelian
- Mandakuni
- Remposian